# Stratygrafia sekwencji

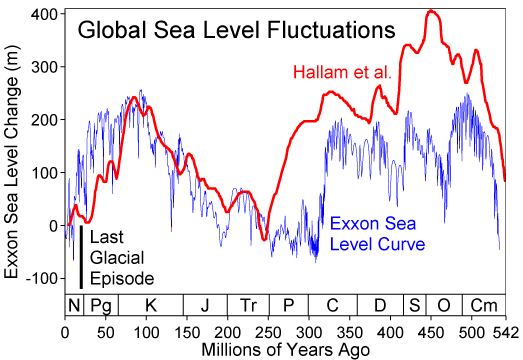
Porównanie dwóch rekonstrukcji zmiany poziomu mórz w ciągu ostatnich 500 milionów lat.

Stratygrafia sekwencji – względnie nowa gałąź geologii starającą się powiązać względne zmian poziomu mórz z tworzeniem się skał osadowych. Stratygrafia sekwencji rozwinęła się ze stratygrafii sejsmicznej i interpretacji sejsmicznej prowadzonej głównie na potrzeby poszukiwań naftowych.
Stratygrafia sekwencji zajmuje się rozpoznaniem i korelacją powierzchni stratygraficznych, które reprezentują zmiany w trendach depozycyjnych takich jak: powierzchni erozyjnych – wskazujące na niski poziom morza czy powierzchni maksymalnego poziomu morza (MFS, ang. czyli maximum flooding surfaces). Powierzchnie te są stosowane do wyznaczeni linii o jednakowym czasie tworzenia się (ang. time lines). Zmiany w trendach depozycyjnych są wynikiem wzajemnego oddziaływania sedymentacji, erozji i oscylacji poziomu bazy a także (według niektórych badaczy) ruchów tektonicznych. Są one obecnie określane poprzez analizę sedymentologiczną i relacje geometryczne.
W ramach trendów depozycyjnych wyróżniane są systemy depozycyjne, czyli trójwymiarowe, powstające w powiązanych środowiskach sedymentacyjnych (np. deltowym, głębokomorskim itp.) jednostki stratygraficzne, na którą składa się zestaw sąsiadujących ze sobą i powiązanych facji sedymentacyjnych. Inaczej mówiąc systemy depozycyjne stanowią produkt powstawania osadów w genetycznie powiązanych środowiskach sedymentacyjnych. Współczesne sobie systemy stopniowo przechodzą poziomo jedne w drugie i tworzą logicznie powiązane elementy paleo-geograficzne.